# Rheinwald
Das Rheinwald (von lat. vallis rheni «Rheintal», rät. Valrain) ist die oberste von drei Talschaften, die der Fluss Hinterrhein im Kanton Graubünden in der Schweiz durchfliesst.
Rheinwald war der Name eines Fusionsprojekts der Gemeinden Hinterrhein (BFS-Nr. 3691), Nufenen (BFS-Nr. 3693), Splügen (BFS-Nr. 3694) und Sufers (BFS-Nr. 3695). Die auf den 1. Januar 2019 neu gebildete Gemeinde Rheinwald umfasst die Projektpartner ohne die Gemeinde Sufers.

## Geografie
Das rund 26 km lange, vorwiegend west-östlich verlaufende Rheinwald wird an beiden Talseiten von Dreitausendern gesäumt. Die höchsten Gipfel sind das Rheinwaldhorn (3402 m) im Westen und der Pizzo Tambo (3279 m) im Süden. Am 1250 m hoch gelegenen Eingang zur Roflaschlucht, der Grenze zum Schams, verlässt der Hinterrhein die Talschaft.
Aus dem Rheinwald führen zwei Passstrassen nach Süden: der San Bernardino ins Misox und der Splügenpass ins italienische Val San Giacomo. Die wintersichere Verbindung durch den San-Bernardino-Tunnel (Autostrasse A13) wurde 1967 eröffnet. Saumpfade über den Safierberg und den Valserberg verbinden das Tal mit seinen nördlichen Nachbarn Safien und Vals sowie durch das Val Curciusa nach Süden via Bocchetta di Curciusa ein weiteres Mal mit San Bernardino.
Die Dorfsiedlungen liegen sämtlich nördlich des Flusses, zwischen 1420 m und 1620 m hoch, am Fusse des mässig ansteigenden, von ausgedehnten Alpweiden eingenommenen sonnseitigen Hangs. Weitere Alpen erstrecken sich auf der südlichen, durch mehrere Seitentäler gegliederten Talflanke.

## Ortschaften

Die Sterne stehen für die fünf Dörfer Sufers, Splügen, Medels, Nufenen und Hinterrhein

Wirtschaftliches und kulturelles Zentrum der Talschaft ist Splügen. Der ehemalige Kreis Rheinwald umfasste die damaligen Gemeinden Hinterrhein, Nufenen, Splügen und Sufers, während das orografisch zum Rheinwald gehörende Val Curciusa zur Gemeinde Mesocco gehört.

## Geschichte
Obwohl bereits die Römer die Passwege über Splügen und San Bernardino rege benutzten, war das Tal bis ins hohe Mittelalter nur spärlich von Romanen besiedelt. Im 13. Jahrhundert wanderten auf Betreiben der Freiherren von Sax-Misox und der Freiherren von Vaz Walser-Kolonisten ins Rheinwald ein, deren Sprache und Kultur die Talschaft bis heute prägen. Der Erblehensbrief von 1286 dokumentiert die rechtlichen Beziehungen zwischen den Siedlern und ihrem Landesherrn.
1337, nach dem Tod des letzten Vazers, kam das Rheinwald als Heiratsgut an die Grafen von Werdenberg-Sargans. Diese verkauften es 1493 an die Mailänder Adelsfamilie Trivulzio. Erst 1616 wurde das Schirmverhältnis mit den Trivulzio gelöst, und nach Auskauf der letzten Zinsverpflichtungen erlangten die Rheinwaldner 1636 die volle Autonomie innerhalb des Grauen Bundes, dem sie seit 1400 angehörten.
Um 1530 nahm das Rheinwald durch Pfarrer Leonhard Seiler die Reformation an.
1638 und 1732 fiel fast ganz Sufers, 1716 fast ganz Splügen Bränden zum Opfer. Mit dem Rückgang des Passverkehrs seit dem Bau der Gotthardbahn verlor das Rheinwald innert achtzig Jahren einen Drittel seiner Bevölkerung: Wohnten 1781 noch 1143 Personen im Tal, so waren es 1850: 1274, 1900: 899 und 1930 noch 764. Im 18. Jahrhundert war noch Nufenen der bevölkerungsreichste Ort; Splügen überflügelte dieses erst im 19. Jahrhundert.
1942 wurde das Konsortium Kraftwerke Hinterrhein gegründet, das einen grossen Stausee im Rheinwald plante. Weil dabei die Ortschaft Splügen und ein Teil von Medels im Rheinwald unter Wasser gesetzt worden wären, entstand eine Protestbewegung, die zur Aufgabe dieses Projekts führte. Stattdessen entstand der Speichersee Lago di Lei mit der italienisch-schweizerischen Stufe Val di Lei–Innerferrera und den zwei schweizerischen Stufen Sufers–Bärenburg und Bärenburg–Sils. Bei Sufers entstand der Sufnersee, dessen Wasser über Ferrera in den Lago di Lei gepumpt wird.

## Bilder

Bilder
Historisches Luftbild von Werner Friedli (1954)
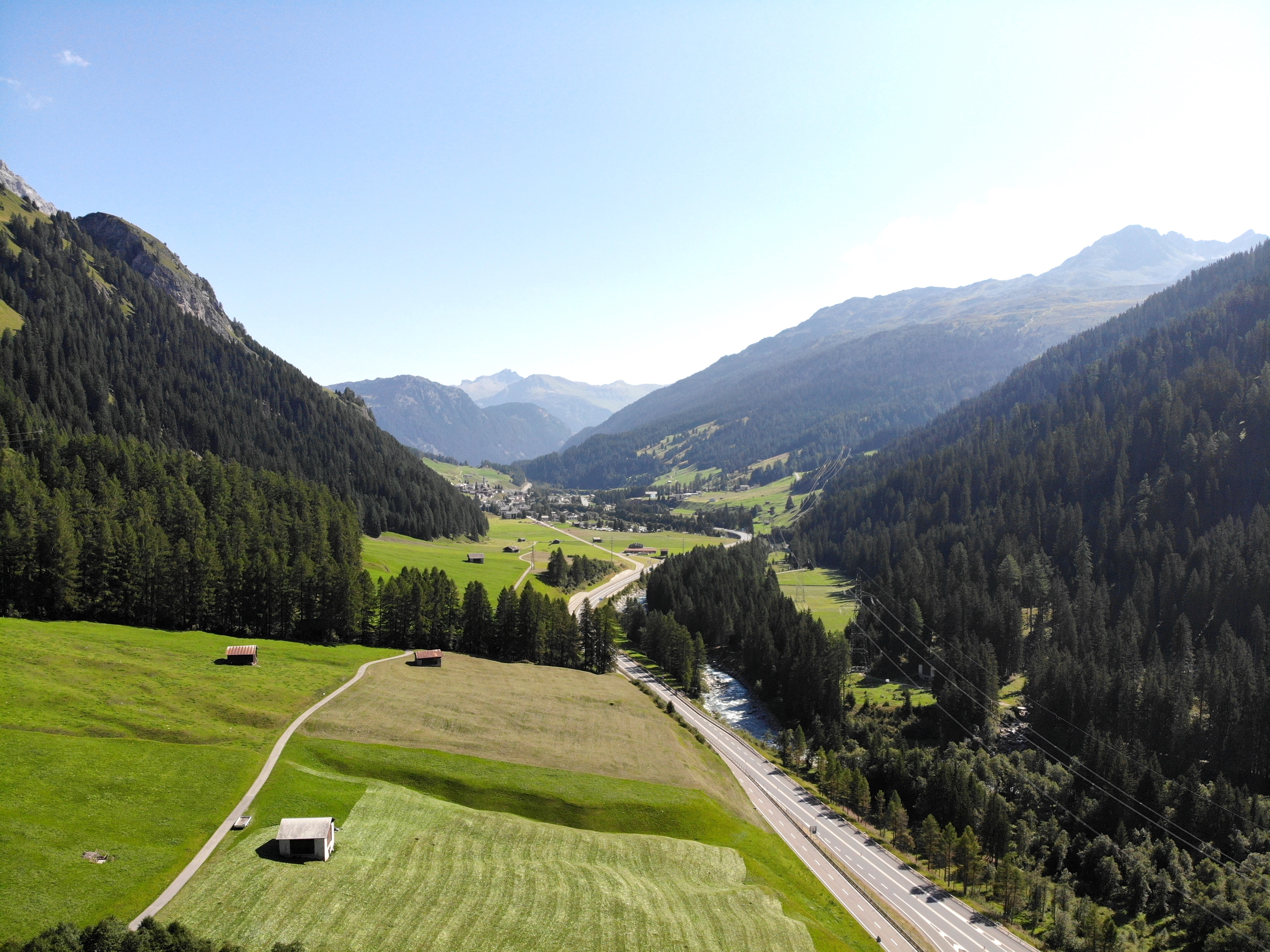
Blick talabwärts Richtung Splügen
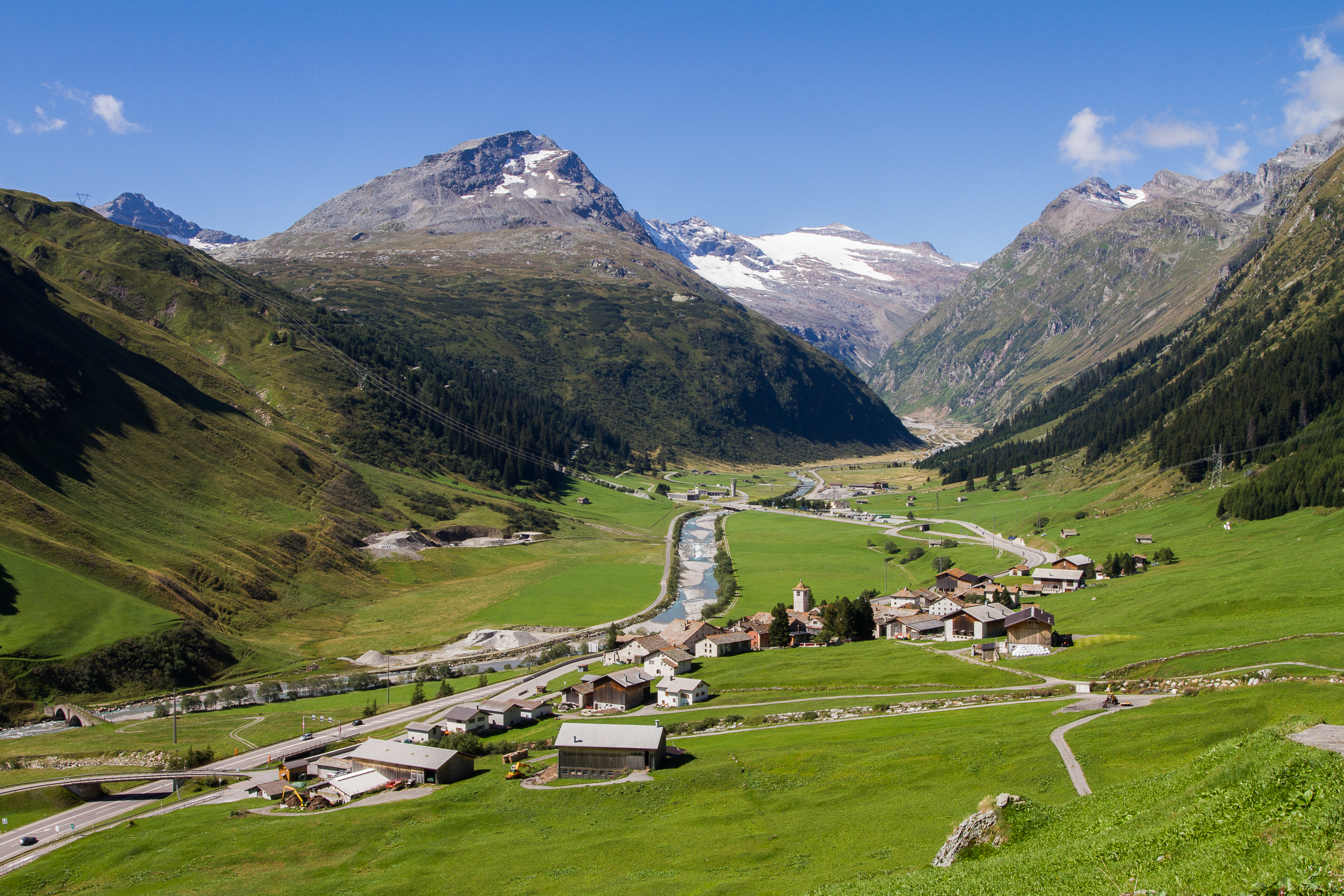
Der obere Teil des Rheinwalds
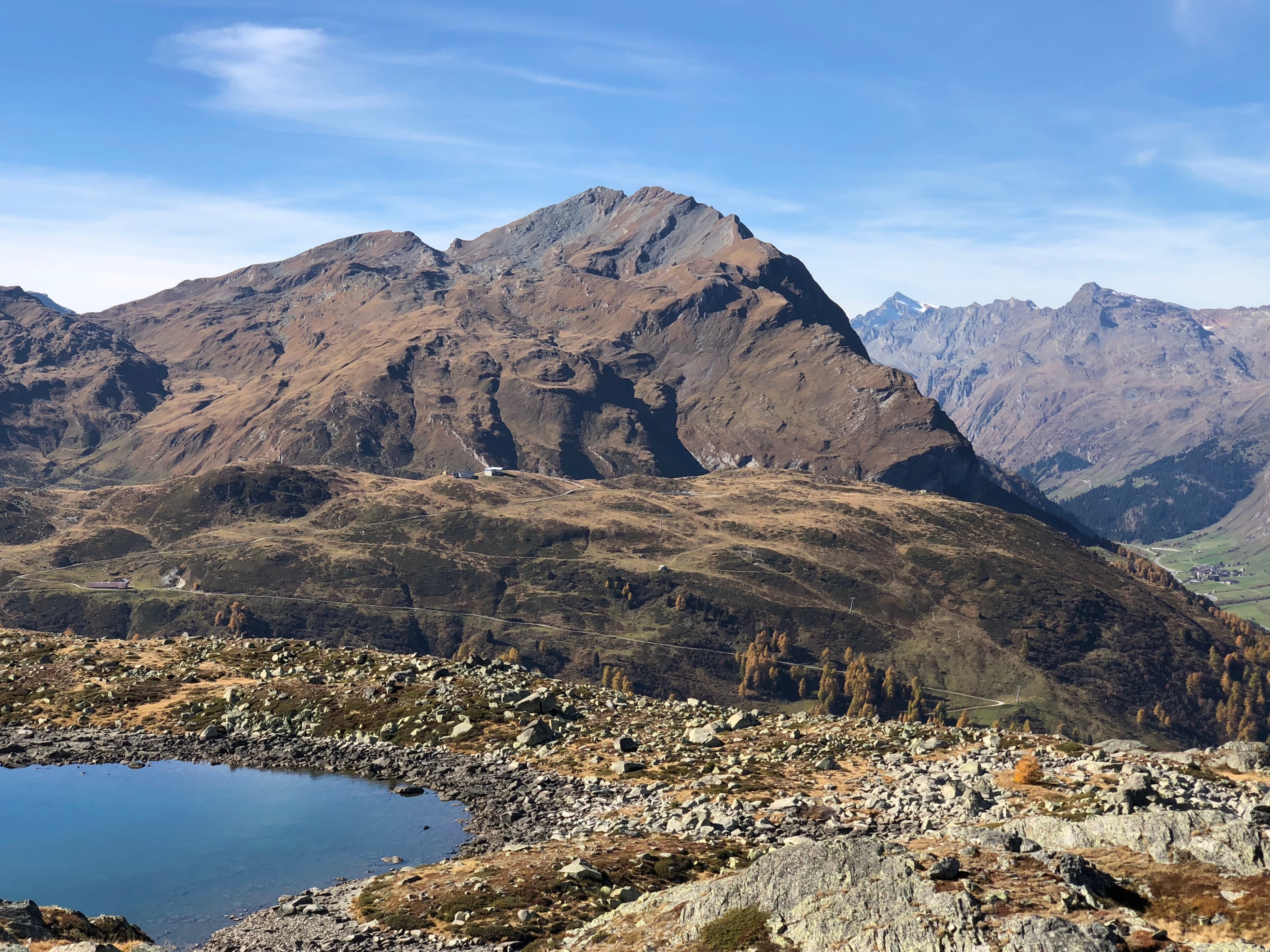
Der Guggernüll
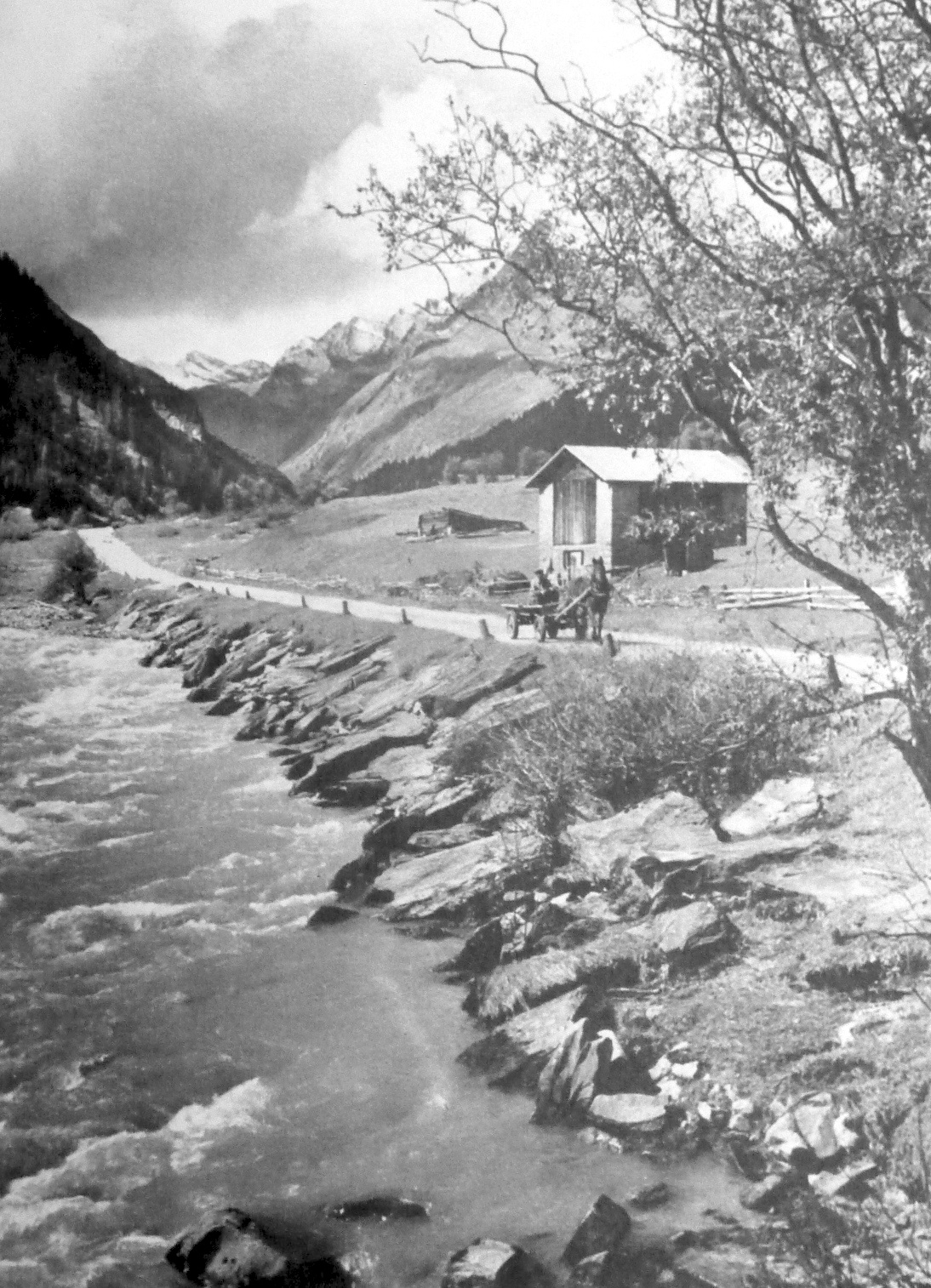
Bei Splügen, um 1920
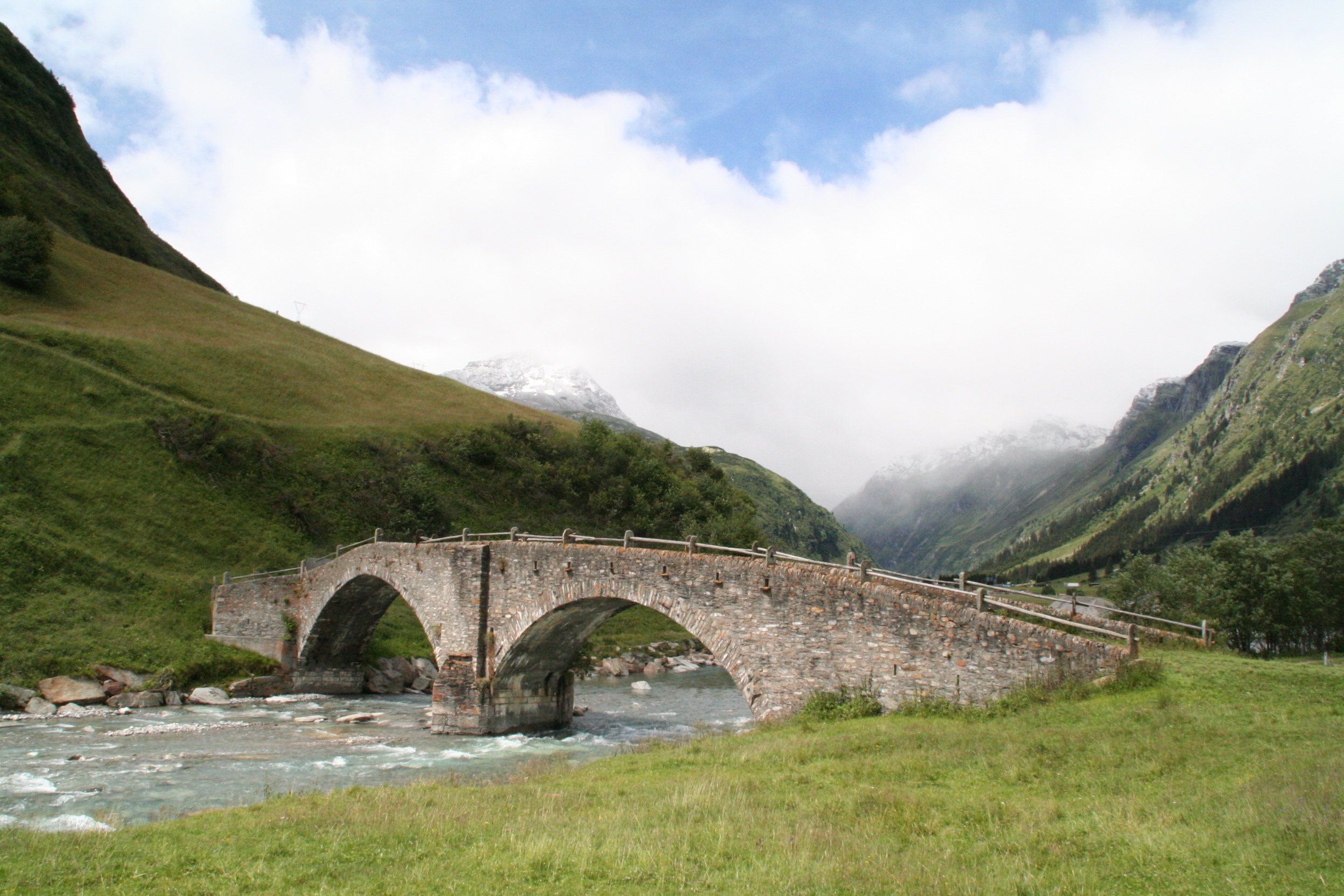
Die alte Landbrugg der Bernardinostrasse